# Delosperma cooperi
Délosperme de Cooper
Espèce
Classification APG II (2003)
Delosperma cooperi, aussi appelé Délosperme de Cooper ou Pourpier de Cooper ou Ficoïde de Cooper est une espèce de plantes de la famille des Aizoaceae, originaire d'Afrique du Sud. C’est un sous-arbrisseau succulent, vivace, avec des tiges lignifiées portant des feuilles charnues opposées, qui forme des tapis bas et denses, ayant une floraison rose magenta, abondante et durable. Provenant de régions de haute altitude, cette espèce peut résister au gel.
Elle est cultivée comme plante ornementale dans les régions tempérées. C'est une succulente idéale comme couvre-sol dans les rocailles et les plates-bandes des jardins secs.

## Nomenclature et étymologie
L’espèce a été décrite et nommée Delosperma cooperi par Louisa Bolus, une botaniste taxonomiste sud-africaine, en 1927, dans Flowering Plants of South Africa 7: t. 261 (Tropicos).
Antérieurement, le nom retenu était Delosperma cooperi (Hook.f.) L. Bolus, avec pour basionyme Mesembryanthemum cooperi Hook.f. (INPN). Les espèces du genre Mesembryanthemum L. sont des plantes herbacées alors que Delosperma cooperi est ligneux.
Le nom de genre Delosperma est composé de deux étymons grecs, δηλος delos « visible, évident » et σπεμα sperma « graine », par référence à la caractéristique distinctive de cette espèce, d’avoir des graines clairement visibles lorsque les capsules déhiscentes s’ouvrent. Voir photo ci-dessous.
L’épithète spécifique cooperi signifie « de Cooper », en hommage à Thomas Cooper (1815-1913), un horticulteur et collecteur de plantes en Afrique du Sud. Ce collecteur anglais, pour le compte du botaniste entomologiste William Wilson Saunders (1809-1879), a participé à des expéditions en Afrique du Sud, dans la zone correspondant au Lesotho actuel (surtout dans les montagnes du Drakensberg) et au KwaZulu-Natal.

## Synonyme
Il existe un synonyme homotypique (selon POWO):
- Mesembryanthemum cooperi Hook.f. in Bot. Mag. 103: t. 6312 (1877)

mais ce nom n’est pas accepté par Tropicos pour qui Delosperma cooperi L. Bolus n’a pas de synonyme mais un homonyme:
- Delosperma cooperi L. Bol. Forma Cooperi

## Description
Delosperma cooperi est sous-arbrisseau succulent, rampant, qui forme une pelouse dense, avec une floraison abondante et durable. Il peut atteindre des tailles d'environ 10–15 cm de hauteur. Les tiges anciennes lignifiées, très ramifiées, vert grisâtres, lisses, peuvent s’étaler ou pendre sur la rocaille.
Les feuilles opposées, sont sessiles, charnues, succulentes, de couleur vert vif, linéaires, cylindriques, se rétrécissant en une pointe acérée. Elles prennent des tons violacés à la saison froide.
Les fleurs sont le point le plus remarquable de cette plante, avec la production d'une grande quantité de fleurs magenta ou roses qui couvrent souvent l'ensemble du plant.
Les fleurs apparaissent à l’extrémité des tiges, solitaires, d’un diamètre de 5–6 cm, avec un calice tubulaire vert, charnu et 5 lobes, et une large couronne de « pétales » qui sont en fait des staminodes (des étamines stériles pétaloïdes), violet rosé vif, entourant une centaine d’étamines fertiles internes, dressées, 5 stigmates subulés, blanchâtres, et un ovaire demi-infère à 5 loges.
Les fleurs sont visitées entre autres par les abeilles.
En Afrique du Sud, la période de floraison se déroule d’août à janvier, en fonction des précipitations. En Europe, la floraison a lieu de la mi-avril à septembre-octobre.
Les fruits sont des capsules avec des ailes papyracées marginales, les valves s’ouvrent sans tomber et laissent voir les graines. Celles-ci de 0,5 à 1,5 mm sont sphériques, brun pâle, au nombre d’une centaine.

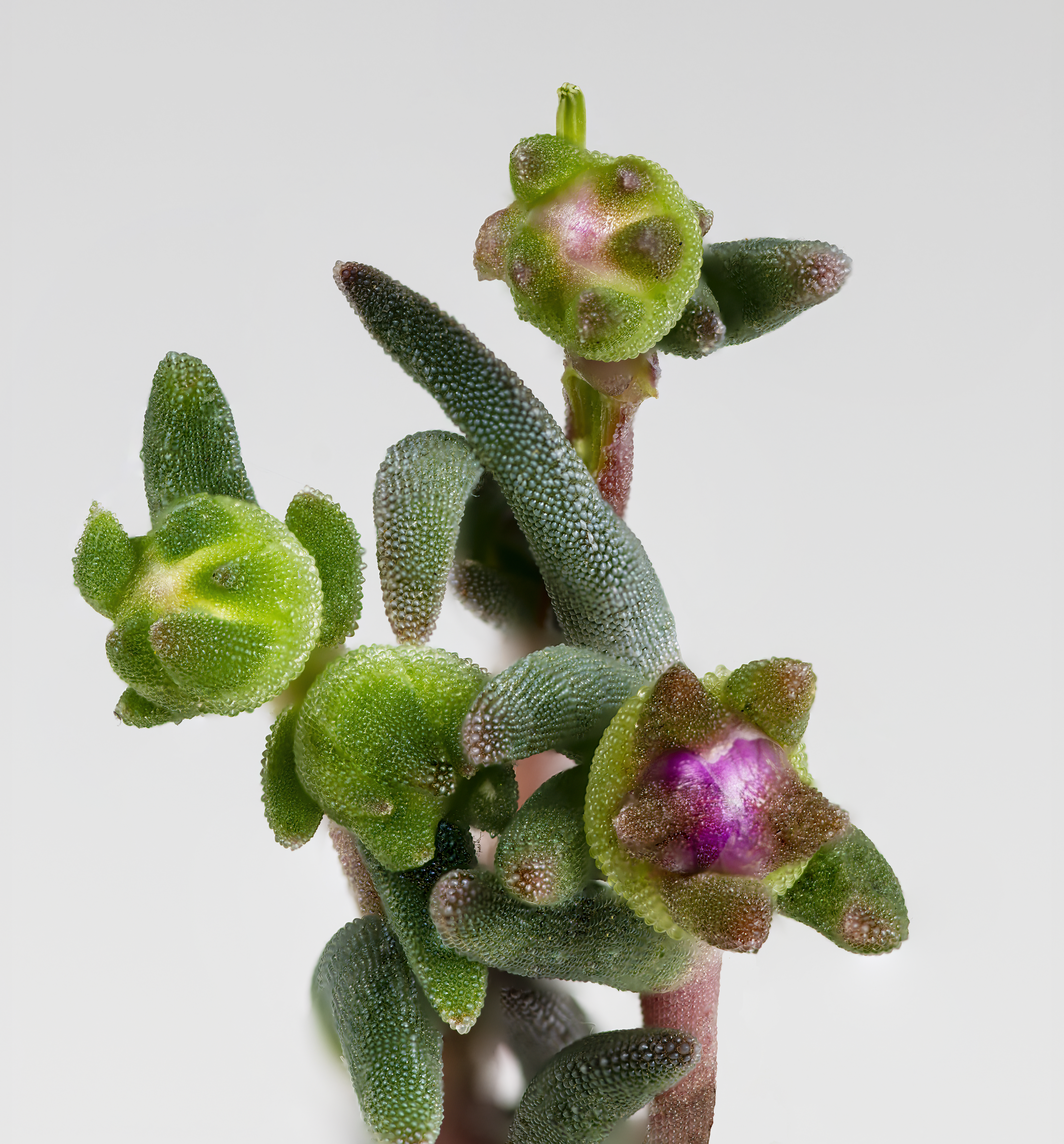
Bourgeons floraux
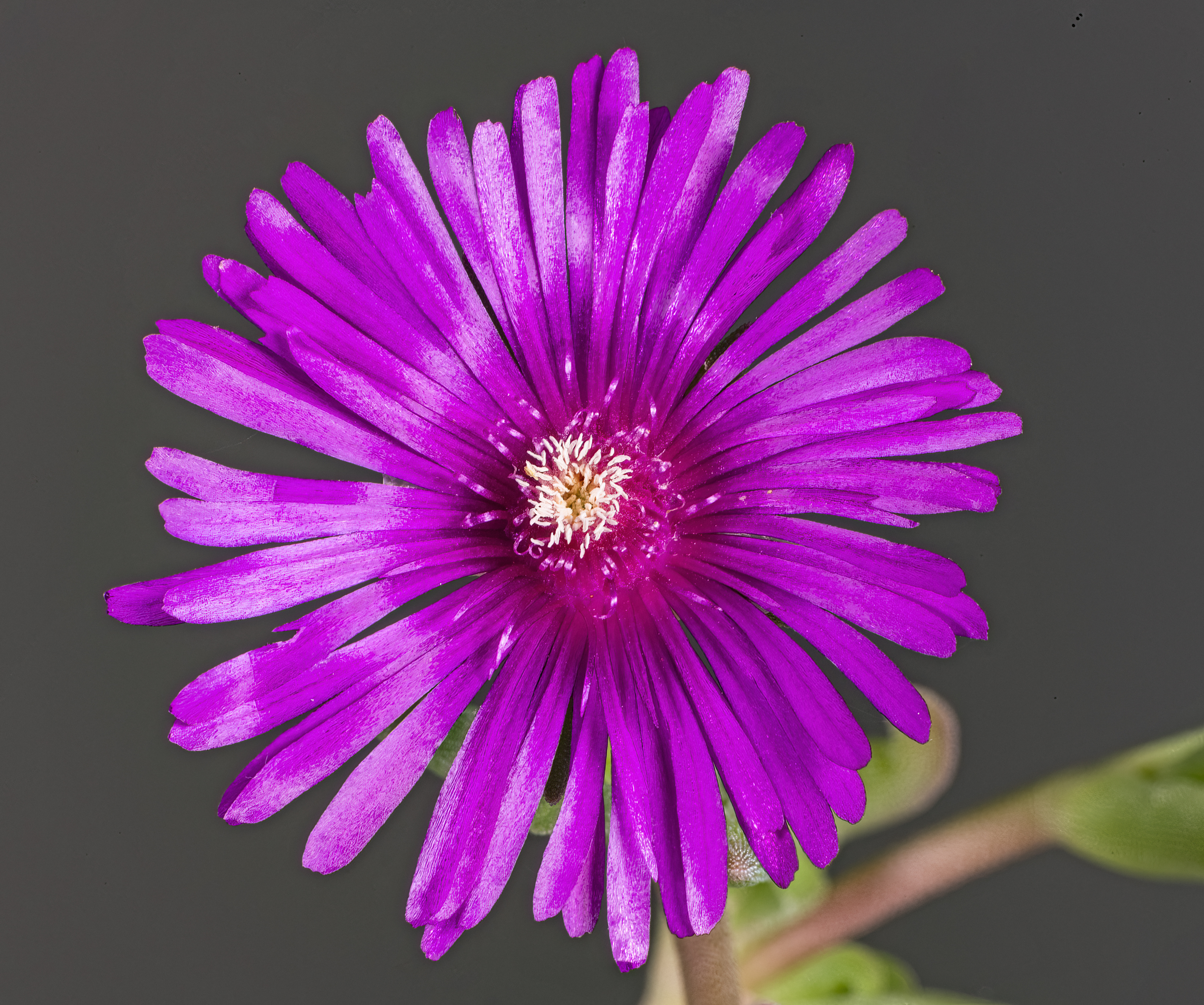
Fleur, nombreux staminodes
Fleurs et feuilles opposées
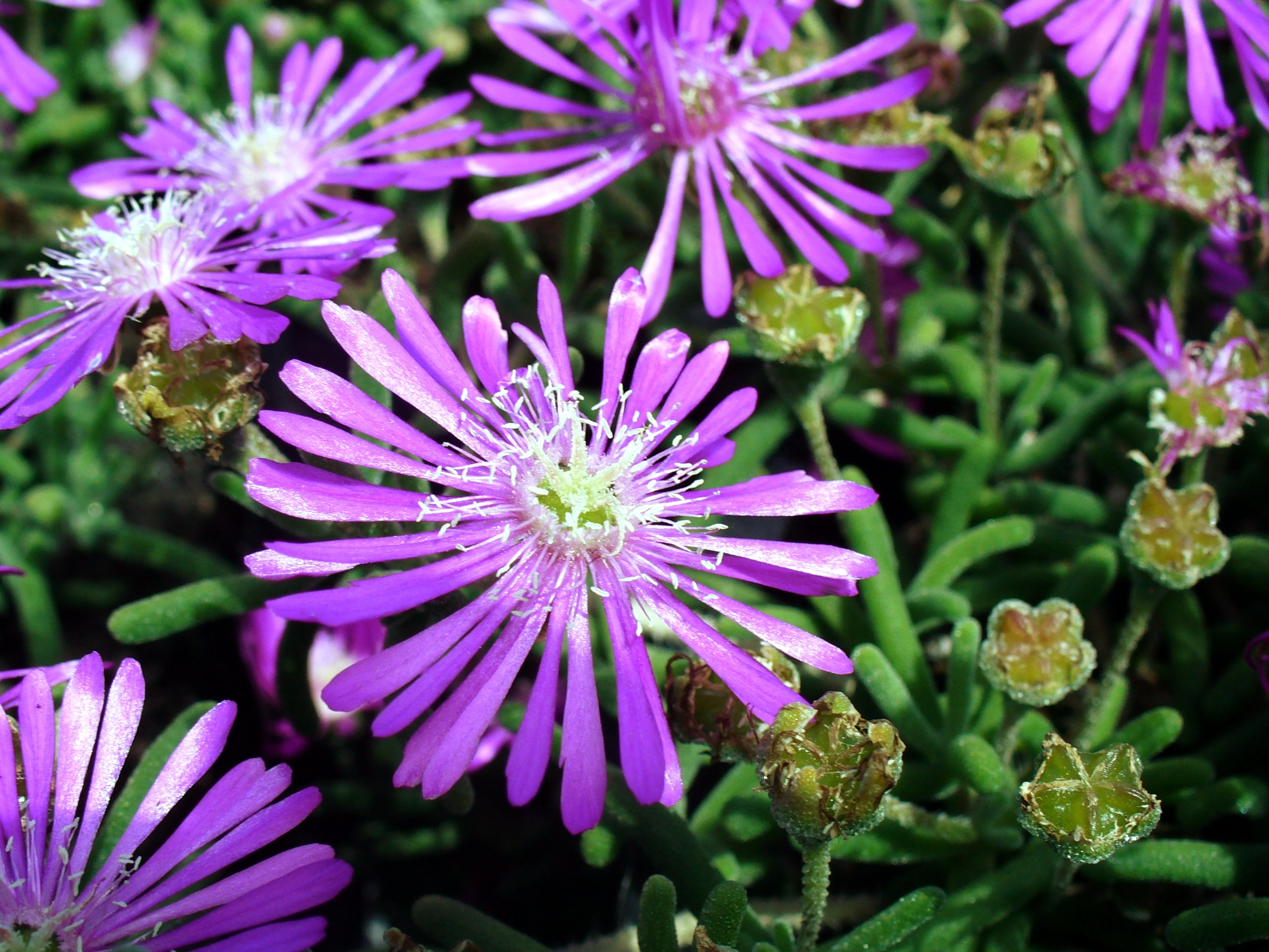
Fleurs et fruits
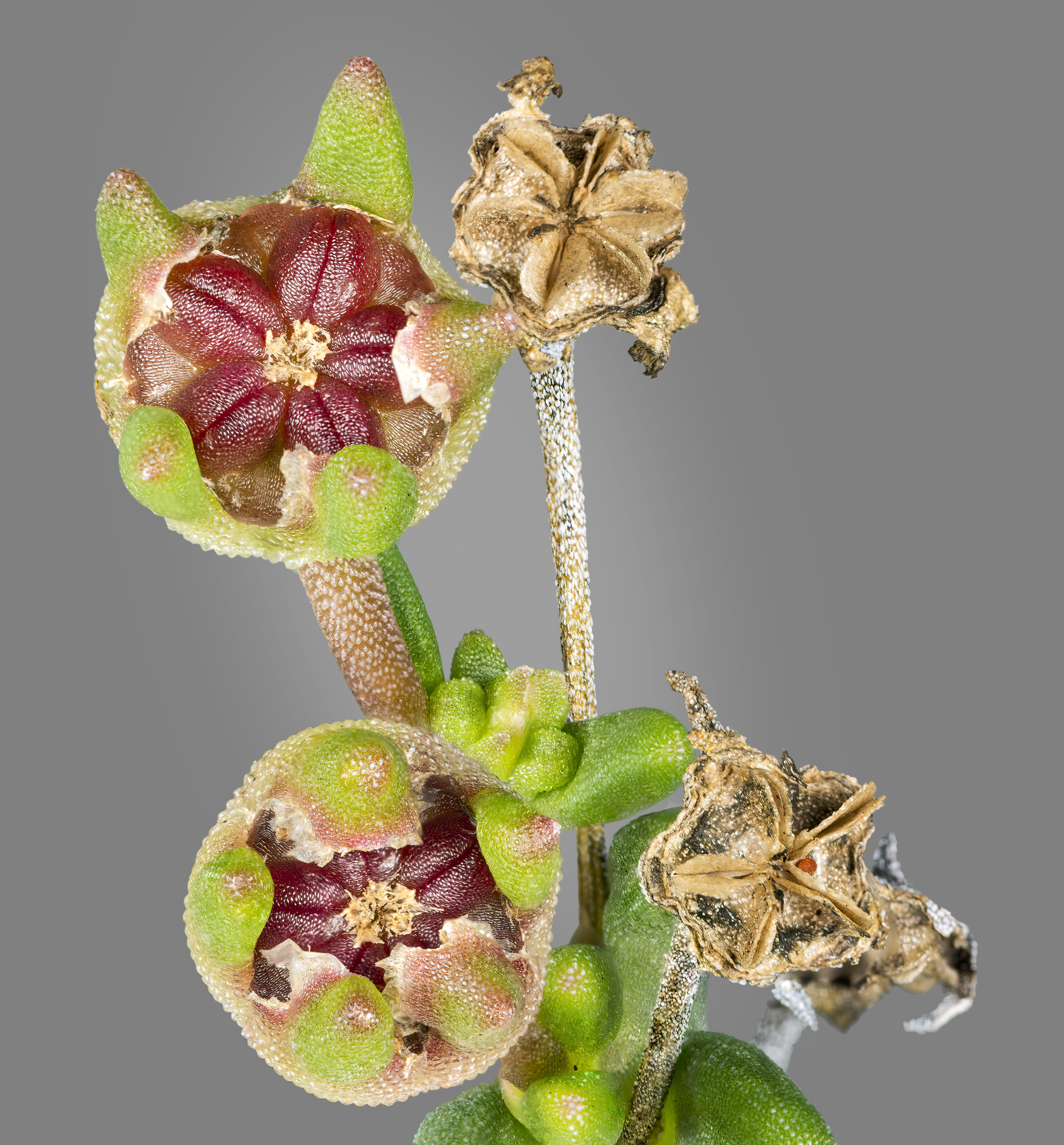
Capsules sur la plante
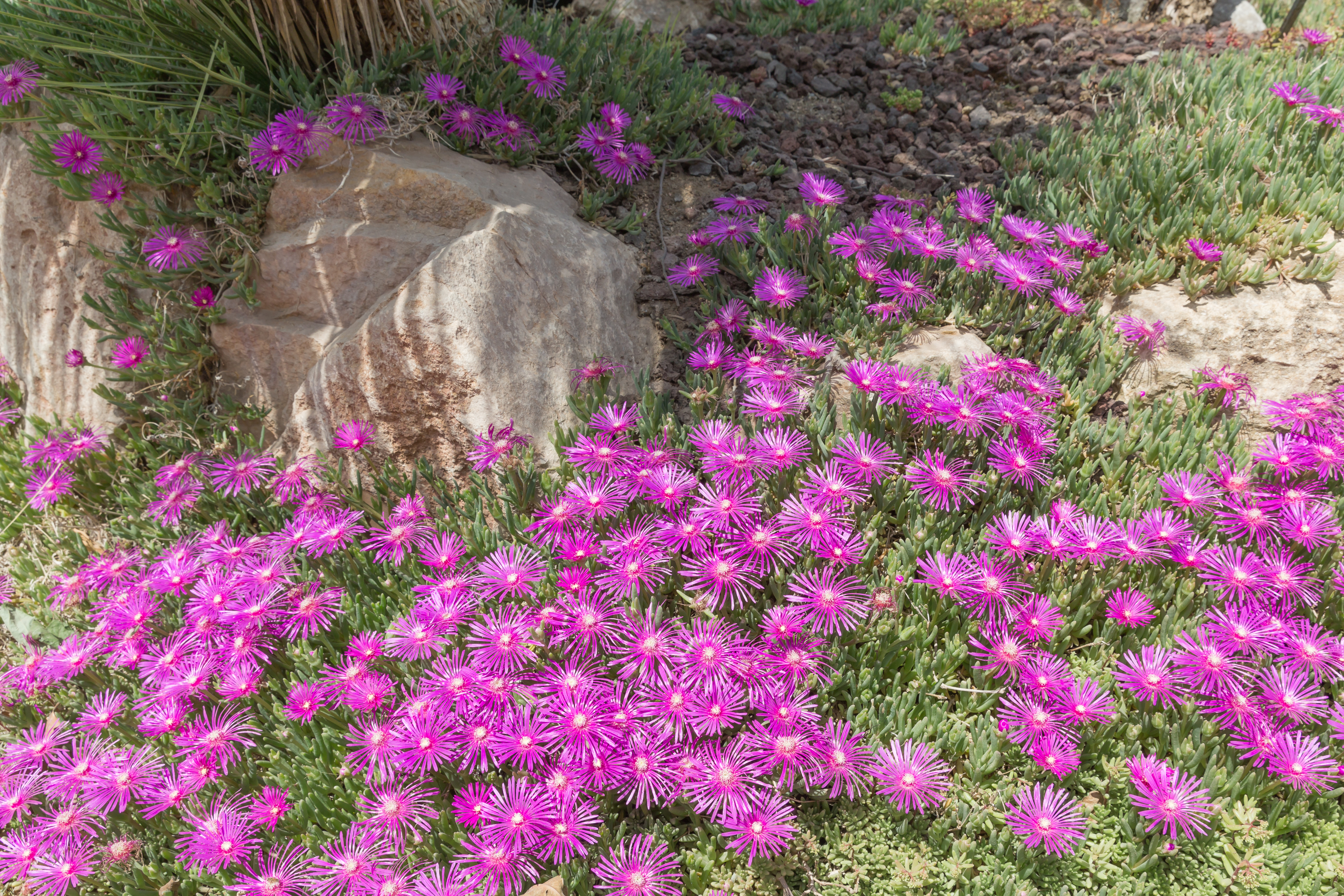
Delosperma cooperi au Jardin botanique de Lyon

## Répartition
L’espèce Delosperma cooperi est originaire d’Afrique du Sud (Free State, Lesotho). C’est sous-arbrisseau succulent qui pousse principalement dans le biome tempéré. Il a été introduit en Espagne (où il s’est installé). Il a des utilisations environnementales. Provenant de régions de haute altitude, cette espèce peut résister au gel.
Espèce cultivée très commune dans les jardins, qui fleurit abondamment au printemps et pendant l'été. Elle est subspontanée dans certaines régions françaises et tolère de fortes gelées. Même lorsque les parties aériennes sont détruites, elle développe de nouvelles pousses à partir de ses puissantes racines.

## Utilisation
Le délosperme de Cooper est une des succulentes les plus faciles à cultiver qui tolère différents types de sol, qui est assez rustique (jusqu’à −8 °C voire encore moins), et s’adapte bien dans les régions tempérées. Cette espèce a besoin d'une période fraîche marquée pour déclencher son abondante floraison. Elle fleurit très peu en climat tropical à faible amplitude thermique.
C’est une succulente idéale comme couvre-sol, dans les rocailles, le longs des murets, sur les talus, dans les plates-bandes des jardins secs et les jardins en bord de mer ou dans les potées pour égayer les balcons. L’étalement se poursuit par un marcottage spontané au niveau des tiges.
La plantation du délosperme se fait au printemps ou à l’automne, avec 6 à 8 plants par m2. Dans un emplacement ensoleillé et chaud, il fleurira abondamment. En cas de sécheresse prolongée, un arrosage le stimulera. Il ne tolère pas de rester dans de l’eau stagnante.
Il existe une variété bicolore
Delosperma cooperi var. 'bicolor' L.Bolus